# Mall d'Aràbia
Mall d'Aràbia és un gran centre comercial en construcció a la ciutat de Dubai als Emirats Àrabs Units, part de la City of Arabia dins del parc Dubailand. Una vegada acabat, amb 930000 m² serà el més gran del món però serà tot seguit superat pel Mall de Dubai. Inclou atraccions, zones d'oci, hotels i parcs.